# Аеросвет
Аеросвет је био највећи и најпознатији ваздухопловни часопис у Југославији који се бавио аеронаутиком. Излазио је шест пута годишње од фебруара 1985. до јуна 1995. у Новом Саду и био намењен широкој читалачкој публици.  Идејни творац, креатор концепције и главни уредник часописа Аеросвет био је Артур Демек.
Часопис је писао о свим аспектима ваздухопловства у Југославији и свету - од војне, путничке и спортске авијације, до израде макета авиона и ракетног моделарства. Такав приступ привукао је бројну читалачку публику коју су чинили угледни предводници ваздухопловних институција, али и млади које је занимало како да склопе пластични модел авиона.
Оснивач и издавач часописа  био је Ваздухопловни савез Војводине, а након великог успеха прва два објављена броја, издавање је преузела професионална издавачка кућа НИШРО „Дневник“.
Штампан је на А4 формату. Први бројеви су изашли на 52 стране, са корицама у боји и црно-белим унутрашњим страницама на бездрвној офсетној хартији, а касније се штампао на 68 страна у пуном колору на сјајном папиру - кунстдруку.
Први број је објављен у тиражу од 1.000 примерака, други у 5.000, а највећи тиражи од 26.000 примерака продавани су у периоду 1989. - 1991. Часопис се продавао на новинским штандовима у свим републикама и покрајинама бивше Југославије и у претплати. На врхунцу успешности продавало се преко 20.000 примерака на киосцима и око 5.000 у претплати.
За изузетан успех часописа у веома кратком временском интервалу, главни уредник Аеросвета Артур Демек добио је 1986. године новинарску награду "Михајло Пупин" за изузетан допринос ширењу техничке културе коју му је доделила Аутономна Покрајина Војводина.